# 斜三角口螺
斜三角口螺（学名：Trigonaphera obliquata），是新腹足目核螺科Trigonaphera属的一种。主要分布于中国大陆，常栖息在潮下带。